# Hemiscyllium galei
Hemiscyllium galei — акула з роду Еполетова акула родини азійські котячі акули. Інші назви «еполетова акула Кендеравасі», «еполетова акула Гейла» (на честь фотографа Джефрі Гейла). Лише у 2006 році була відокремлена як самостійний вид.

## Опис
Загальна довжина досягає 56,8 см. Голова коротка. Морда округла. Очі невеликі, овальної форми. Над очима присутні характерні горбики, на кшталт брів. Під ними присутні великі бризкальця. У ніздрів є маленькі вусики. Зуби маленькі, широкі в основі, з трикутними вістрями. На верхній щелепі є 26-35 зубів, на нижній — 21-32. У неї 5 пар невеликих зябрових щілин, при цьому 4 та 5 розташовані близько одна від одної. Тулуб подовжений, більше половини якого складає хвостове стебло. Грудні та черевні плавці широкі та округлі. Має 2 спинних плавця та анальний. Спинні плавці великі, однакового розміру, розташовані ближчі до хвоста. Анальний плавець невеликий, розташований неподалік хвостового плавця. Хвостовий плавець маленький, горизонтальний, нижня лопать нерозвинена. Від інших видів свого роду відрізняється ще й на генному рівні.
Забарвлення жовто-коричневого або бежевого кольору зі 7 слабковираженими, сідлоподібними темними смугами, поверх яких розташовані білі смуги або плями, також білі смуги та плями присутні на спині між великими плямами.

## Спосіб життя
Тримається на глибинах від 2 до 4 м. Часто зустрічається на мілині. Пересувається за допомогою грудних та черевних плавців по дну, час від часу виринає над коралами. Після цього звивається хвостом, повертаючись на дно. Активна вночі, вдень ховається серед рифів. Живиться молюсками, дрібними ракоподібними та морськими червами.
Це яйцекладна акула. Про процес парування та розмноження немає відомостей.

## Розповсюдження
Мешкає у затоці Кендеравасі-Бей (провінція Західне Папуа, Індонезія) біля о. Нова Гвінея.